# CE Manresa
Centre d'Esports Manresa ist ein spanischer Fußballverein aus der Stadt Manresa in der Autonomen Gemeinschaft Katalonien. Der Verein gewann 1985 und 1986 die Copa Catalunya und verbrachte insgesamt 40 Saisons in der Tercera División.

## Geschichte
Der Verein wurde 1906 als Manresa FC gegründet und war der erste Fußballclub der Stadt. Jedoch spalteten sich viele Mitglieder ab, um den Catalónia EC zu gründen. 1916 beschlossen die Verantwortlichen beider Vereine, ihre Kräfte zu bündeln, um eine starke Mannschaft zu schaffen, die die Stadt repräsentiert und finanziell stabil ist. So entstand der heutige Centre d'Esports Manresa.
1950/51 spielte CE Manresa erstmals in der Tercera División, damals die dritthöchste Spielklasse Spaniens. In der Saison 1955/56 wurde der Verein Meister seiner Staffel und qualifizierte sich für die Aufstiegsrunde, scheiterte jedoch in der Relegation an Logroñés.
Nach 18 Spielzeiten in der Tercera División stieg der Verein in die vierte Liga ab und kehrte erst 1974/75 in die Drittklassigkeit zurück. In derselben Saison nahm Manresa erstmals am spanischen Pokal teil, schied jedoch in der ersten Runde gegen Burgos CF (3:5) aus. Ein Jahr später erreichte der Verein erneut den Pokalwettbewerb, unterlag jedoch Pontevedra CF trotz eines 2:0-Hinspielerfolgs mit 2:3 nach Hin- und Rückspiel.
1975 belegte Manresa in der dritten Liga den vierten Platz, stieg jedoch 1976 wieder ab. In den folgenden Jahren fiel der Verein bis in die sechste Liga zurück, bevor er 1982/83 in die mittlerweile viertklassige Tercera División zurückkehrte.
1984 erreichte CE Manresa das Finale der Copa Catalunya (damals Copa Generalitat) und unterlag im Elfmeterschießen der dritten Mannschaft des FC Barcelona. 1985 und 1986 gewann der Verein schließlich den Titel mit Siegen gegen Terrassa FC.
1986/87 nahm CE Manresa erneut am Copa del Rey teil und überstand die erste Runde durch ein 6:2 gegen UE Figueres, unterlag jedoch in der zweiten Runde CE Sabadell mit 0:4.
2009 spielte der Verein in der sechsten Liga und pendelt seitdem zwischen der vierten und sechsten Liga. 2022/23 und 2023/24 qualifizierte sich Manresa erneut für den Copa del Rey, scheiterte jedoch mit 1:3 gegen Pontevedra CF bzw. 1:2 nach Verlängerung gegen Real Oviedo. 2023/24 stieg der Verein aus der Segunda Federación in die fünftklassige Tercera Federación ab.

## Bekannte Spieler
- 2010–2011: Joel Apezteguía ()
- 2002–2003: Rubén Epitié ()
- 2003: Àngel Guirado ()
- 2013 (Jugend): Aitor Ruibal ()
- 2011 (Jugend): Marc Pubill ()
- 2006 (Jugend), 2021–2022, 2024–: David Batanero ()

## Erfolge

### Copa Catalunya
- Sieger: 1985, 1986
- Finalist: 1984

### Copa Catalunya Amateur
- Sieger: 2014/15

## Stadion
Die Heimspielstätte von CE Manresa ist das Estadi Municipal del Congost in Manresa. Es verfügt über Naturrasen und bietet Platz für 3.660 Zuschauer.